# Hippolyte Auguste Marinoni

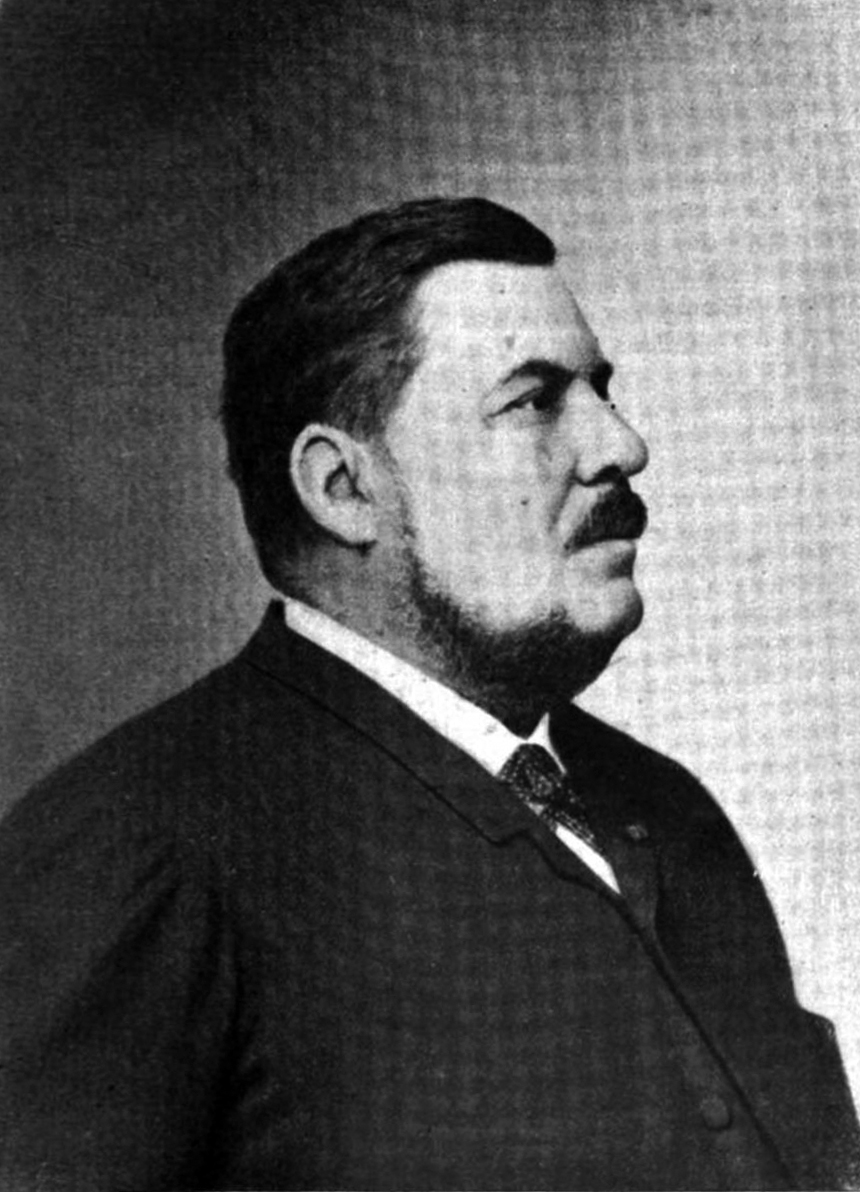
Hippolyte Auguste Marinoni; publicada en La presse française au vingtième siècle, de Henri Avenel, E. Flammarion, 1901.

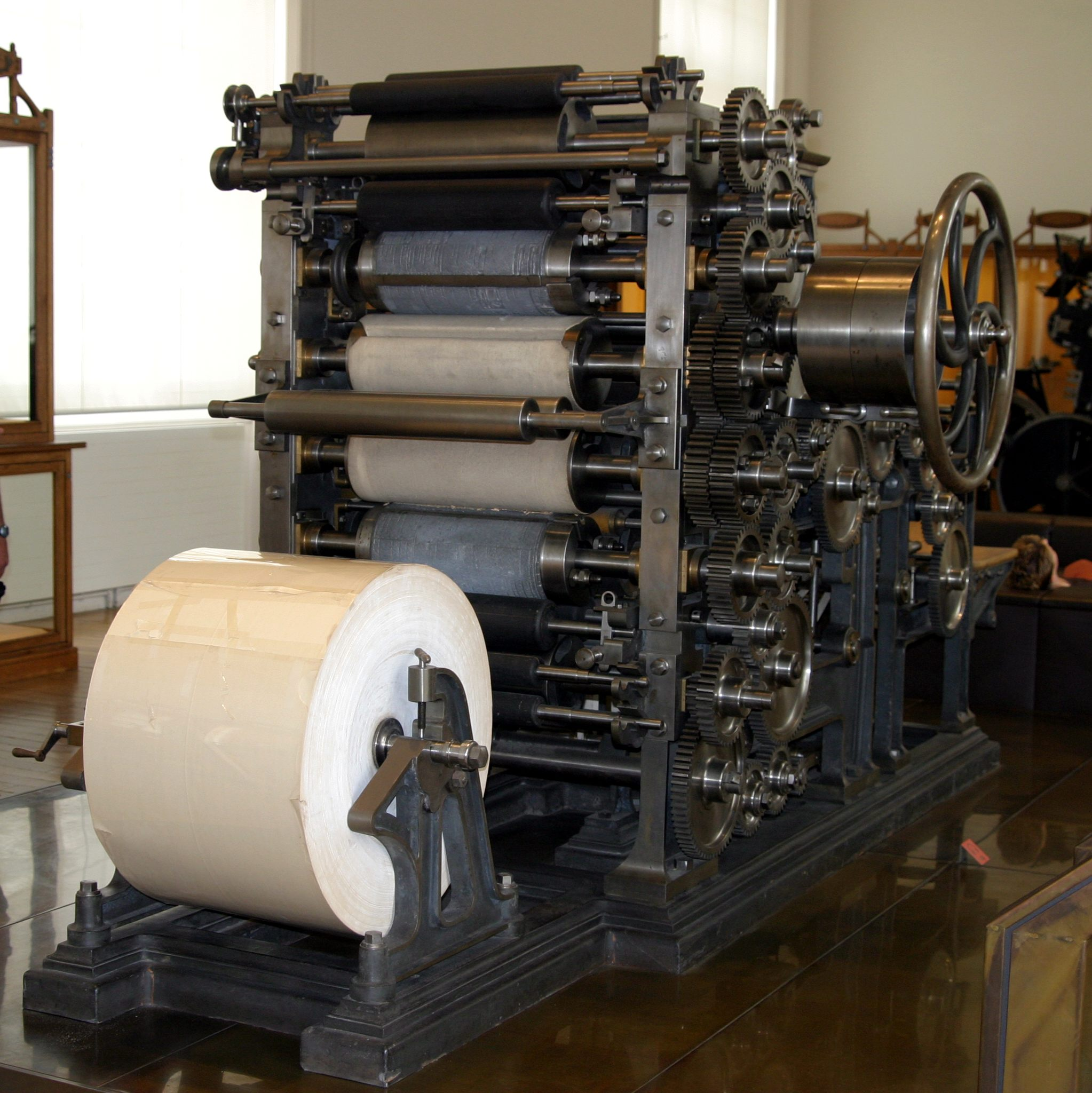
Una imprenta Marinoni del 1883; en el Musée des Arts et Métiers

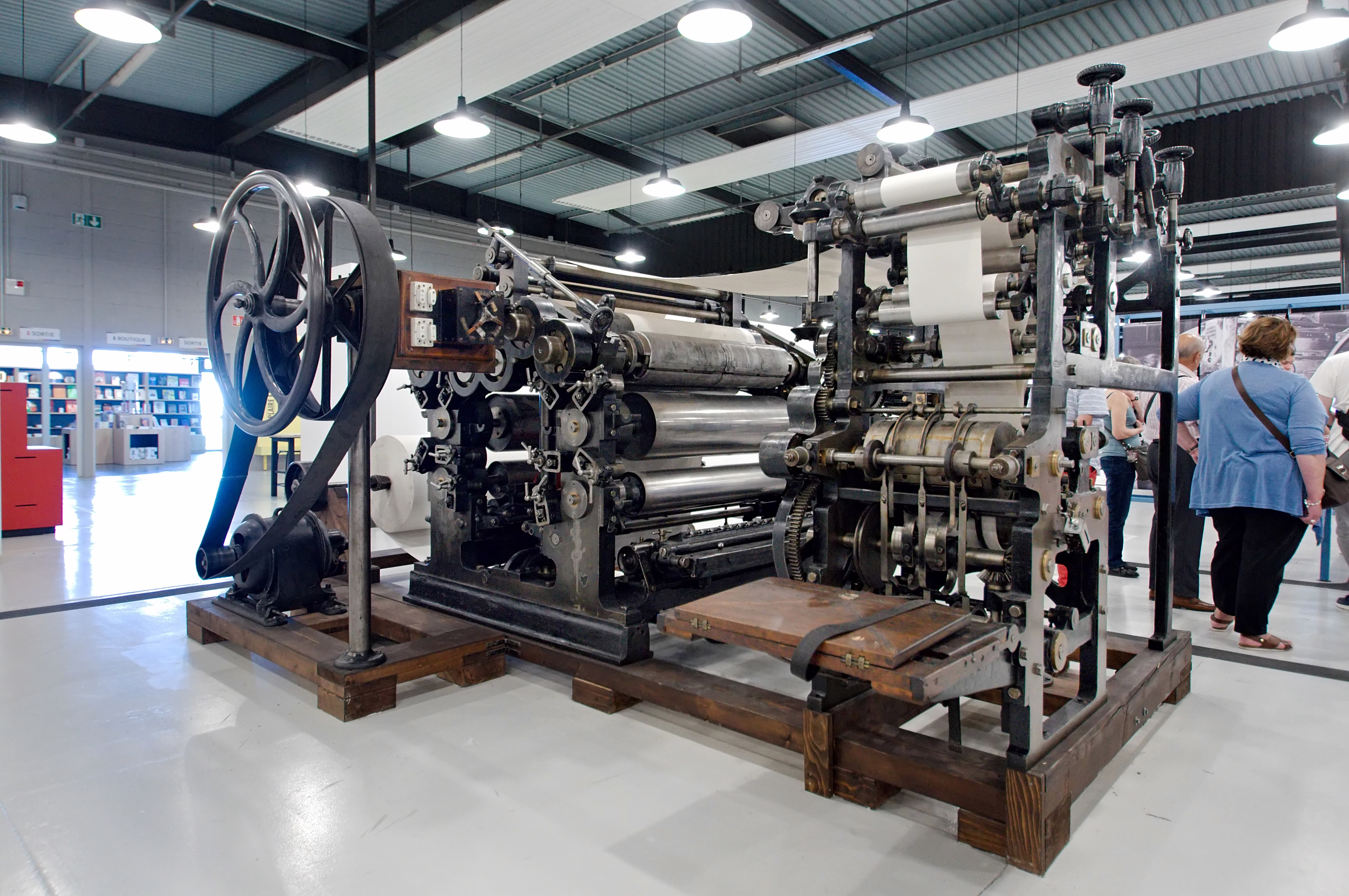

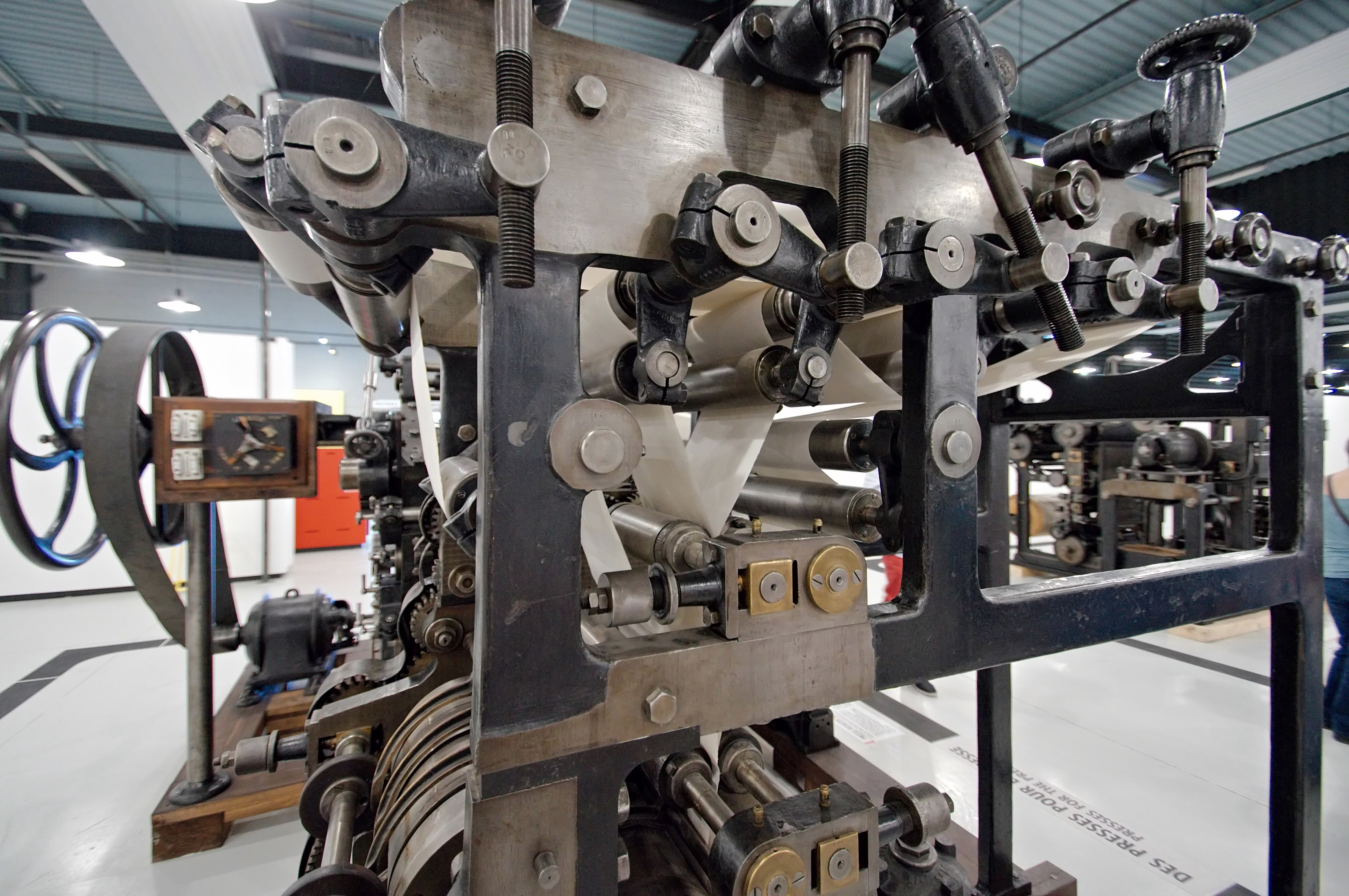

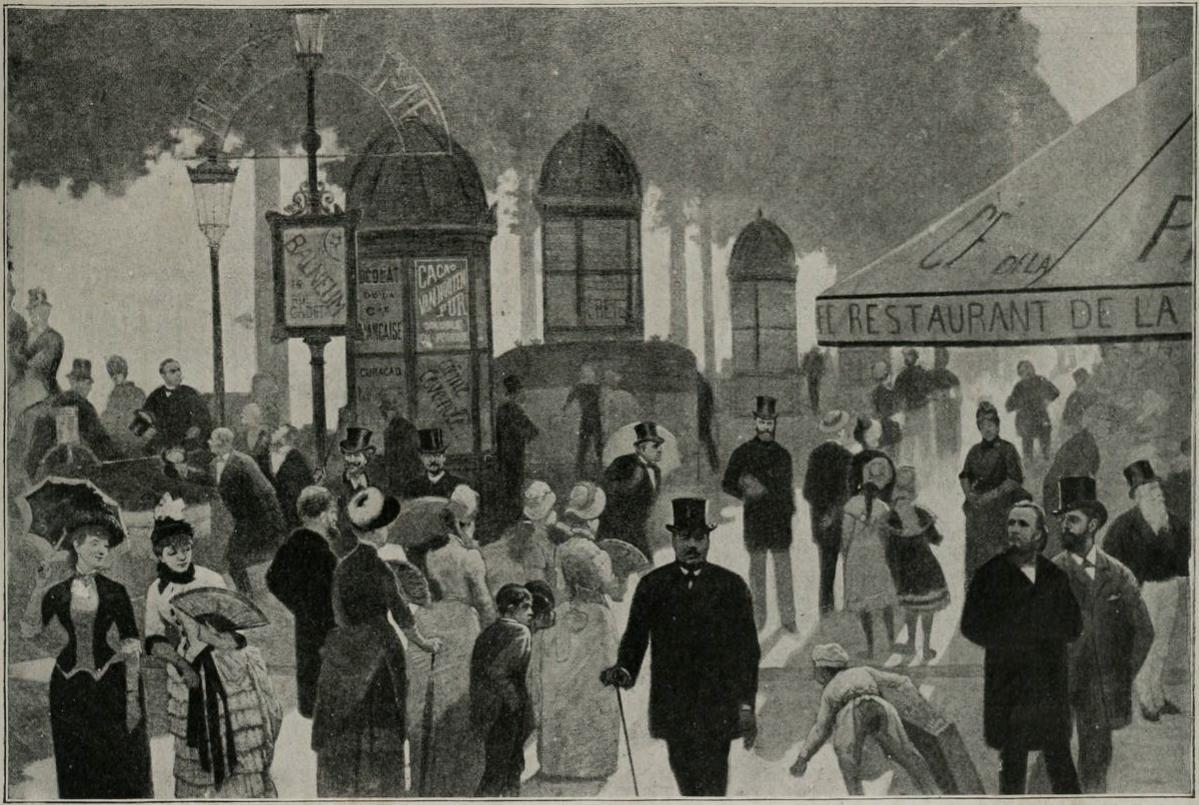
Dibujo por Ch. Castellani. Marinoni caminando por la ciudad de Paris en 1889.

Hippolyte Auguste Marinoni (8 de septiembre de 1823, París-7 de enero de 1904, París) fue un constructor de imprentas rotativas; la mayoría de las cuales utilizaban el proceso de huecograbado. También fue jefe de medios y propietario de varias publicaciones periódicas; en particular Le Petit Journal. Se le considera uno de los primeros en aplicar la tecnología de impresión moderna a las publicaciones producidas en masa.

## Biografía
Su padre era originario de Brescia y había servido como dragón en los ejércitos napoleónicos. En el momento de su nacimiento, su padre se desempeñaba como brigadier en la Gendarmería Nacional de París y nació en el cuartel de la Barrière d'Enfer. Después de la muerte de su padre en 1830, fue aprendiz de mecánico tornero. En 1837, con sólo catorce años, recibió una patente sobre un dispositivo para descascarar arroz y semillas de algodón.
Al año siguiente, encontró empleo en la empresa de Pierre-Alexandre Gaveaux (1782-1844); un fabricante de equipos de impresión. En 1847, construyó su primera prensa de dos cilindros, apodada "El Chorro", que podía imprimir 1.500 hojas por hora. En 1850, trabajó con Jacob Worms, un inmigrante alemán que estaba experimentando formas de mejorar el proceso de impresión rotativa en las oficinas de La Presse. Poco después, Worms se mudó a Nueva York y, aunque recibió varias patentes, sus mejoras nunca tuvieron una aplicación comercial generalizada.
Sin embargo, Marinoni se basó en el trabajo de Worms y, en 1866, solicitó patentes para una prensa dúplex (que imprime por ambas caras) con un alimentador de seis cilindros conocida como "máquina plegadora rotativa". En 1872, instaló su nueva imprenta en La Liberté, una revista de corta duración publicada por Émile de Girardin, y luego instaló cinco de ellas en Le Petit Journal. Un año más tarde, la familia Millaud puso a la venta sus participaciones en el periódico. Fue adquirida por un grupo de inversores encabezados por Girardin y Marinoni.
En 1882, Marinoni tomó el control exclusivo del Journal. Introdujo un suplemento dominical en 1889 que fue uno de los primeros en tener ilustraciones en color. Con historias sensacionales sobre crímenes, accidentes y chismes, fue también uno de los primeros tabloides del mundo.
"Presses Marinoni" se convirtió en uno de los principales proveedores de prensas offset en Francia. En 1921, se fusionó con la empresa Voirin de Montataire, fundada por Henri Voirin (1827-1887), constructor de prensas de la empresa Rousselet-Normand. En 1963, la empresa fue adquirida por Harris Graphics, una empresa estadounidense conocida por su desarrollo de alimentadores de prensas de alta velocidad. En 1986, Harris se convirtió en una subsidiaria de AM International (conocida por Addressograph), y ahora ambas forman parte de GOSS International, de Durham, New Hampshire.